# Robert Pogue Harrison
Robert Pogue Harrison né en 1954 à Izmir, Turquie) est un professeur de littérature auprès de l'université Stanford et un essayiste américain.

## Biographie
Harrison obtient son Bachelor of Arts de l'université de Santa Clara en 1976. Il obtient son doctorat de l'université Cornell en 1984 grâce à sa thèse sur l'ouvrage Vita Nuova de Dante. En 1985, il accepte un poste au département de littérature française et italienne de l'université Stanford. Depuis, il poursuit sa carrière à cette université, obtenant un poste permanent de professeur titulaire à partir de 1995.
En 1988, il publie The Body of Beatrice, une étude plus fouillée de Vita Nuova qui explore la poésie lyrique italienne du Moyen Âge et publiée par la maison d'édition Johns Hopkins University Press, qui sera traduit en japonais en 1994
En 1992, il publie Forests: The Shadow of Civilization, publiée  par la maison d'édition University of Chicago Press,   une étude sur les rôles religieux, mythologique, littéraire et philosophique des forêts dans l'imaginaire occidental. 
En 1994, il publie Rome, la pluie: À quoi bon la littérature?, un dialogue à deux voix sur la restauration de l'art, les buts de la littérature et la place de la mort dans la société contemporaine. 
En 2003, il publie The Dominion of the Dead, qui explore les relations que les vivants maintiennent avec les morts dans les domaines séculaires, que ce soit les lieux funéraires, les maisons, les testaments, les images, les rêves ou les institutions politiques. 
Son Gardens: An Essay on the Human Condition, publié en 2008, se penche sur le rôle que jouent les soins et l'engagement dans la culture humaine. Il avance que les jardins incarnent la « vocation des soins » qui définit le cœur de l'humanité. Ses ouvrages ont été traduits en chinois, français, allemand, japonais, coréen, italien, etc.
Entre 2005 et 2014, Harrison a enregistré  plus de 140 épisodes d’Entitled Opinions (une série sur la littérature qui invite des intellectuels renommés).
En 2014, il devient professeur titulaire de la chaire Rosina Pierotti de littérature italienne de l'université Stanford.
Il est membre de l’American Academy of Arts and Sciences depuis 2007.

## Œuvres

### Éditions originales
- The Body of Beatrice, Baltimore, Maryland, Johns Hopkins University Press (réimpr. 2000, 2010) (1re éd. 1988), 232 p. (ISBN 9780801866678, lire en ligne)
- Forests : The Shadow of Civilization, Chicago, Illinois, University of Chicago Press (réimpr. 1993, 2006, 2009) (1re éd. 1992), 304 p. (ISBN 9780226318073, OCLC 902147101, lire en ligne),
- The Dominion of the Dead, Chicago, Illinois, University of Chicago Press (réimpr. 2005) (1re éd. 2003), 232 p. (ISBN 9780226317939, OCLC 249383279, lire en ligne),
- Gardens : An Essay on the Human Condition, Chicago, Illinois, University of Chicago Press (réimpr. 2009) (1re éd. 2008), 268 p. (ISBN 9780226317892, OCLC 239660350, lire en ligne)
- Juvenescence : A Cultural History of Our Age, Chicago, Illinois, University of Chicago Press (réimpr. 2016) (1re éd. 2014), 240 p. (ISBN 9780226171999, OCLC 900415524, lire en ligne)

### Traductions francophones
- Forêts : Essai sur l'imaginaire occidental [« Forests : the Shadow of Civilization »]  (trad. de l'anglais américain par Florence Naugrette), Paris, France, Flammarion (réimpr. 1994, 2010) (1re éd. 1992), 408 p. (ISBN 9782080352019, OCLC 27422193, lire en ligne)
- Rome, la pluie : à quoi bon la littérature ? - Flammarion, 1994. -  (ISBN 9782080352064).
- Les morts. - Le Pommier, essais, 2003. -  (ISBN 9782746501294).
- Jardins : réflexions sur la condition humaine. - Le Pommier, essais, 2007. -  (ISBN 9782746503397). - Réédité en poche sous le titre Jardins : réflexions. - Le Pommier, Poche, 2010. -  (ISBN 9782746504714).
- Jeunessence : quel âge culturel avons-nous ? -  Le Pommier, essais, 2015. -  (ISBN 9782746508750).

## Distinctions
- 2013 : Chevalier de l'Ordre des Arts et des Lettres[3]